# آمونیوم استات
آمونیوم استات (به انگلیسی: Ammonium acetate) با فرمول شیمیایی C۲H۳O۲NH۴ یک ترکیب شیمیایی است. که جرم مولی آن ۷۷٫۰۸۲۵ g/mol می‌باشد. شکل ظاهری این ترکیب، بلورهای جامد سفید است.